# Borsucza Skała

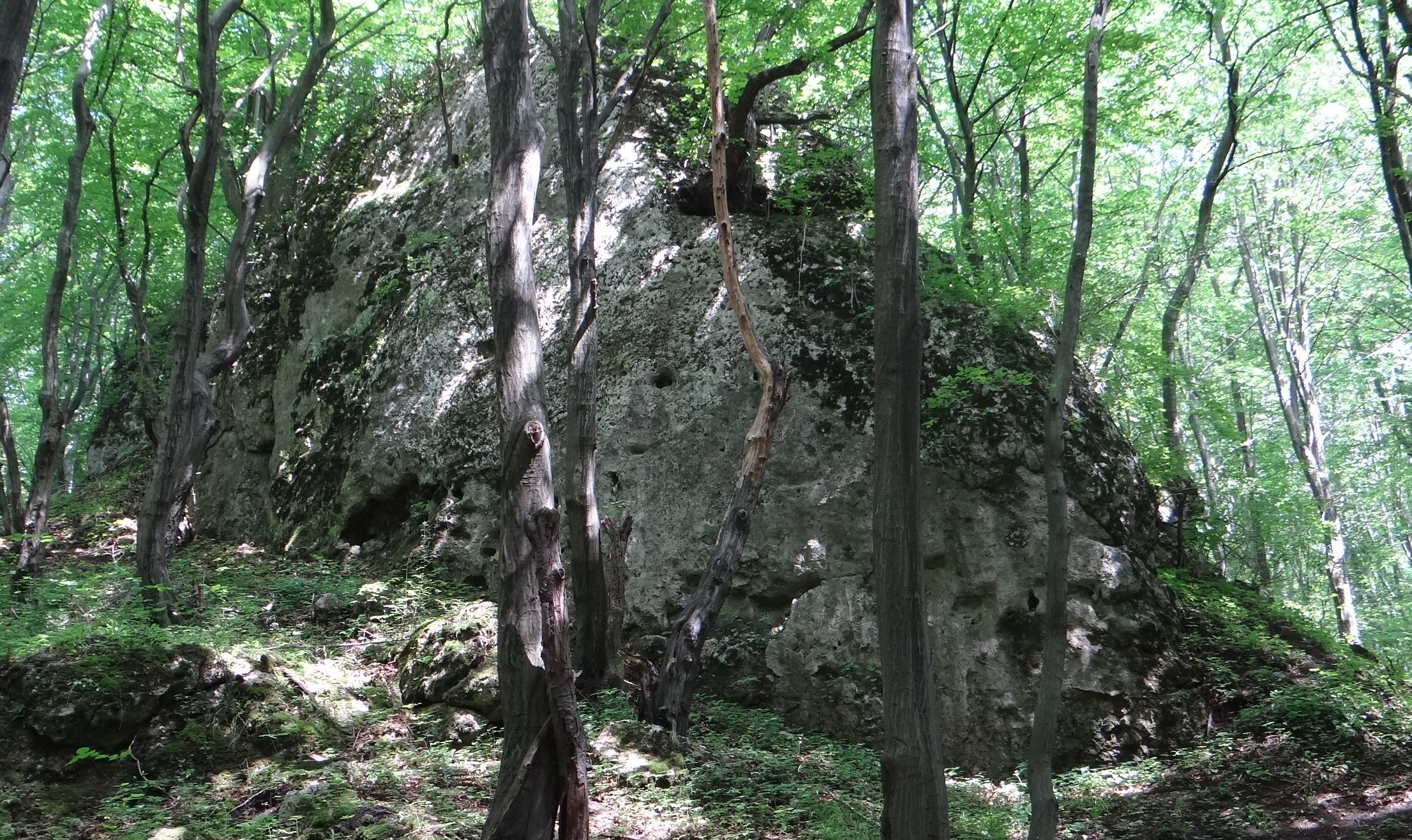

Borsucza – skała pomiędzy Żerkowicami i Karlinem w województwie śląskim na Wyżynie Częstochowskiej będącej częścią Wyżyny Krakowsko-Częstochowskiej. Znajduje się w lesie, w odległości około 1,3 km na południe od skrzyżowania drogi krajowej nr 78 z drogami do Kiełkowic i Skarżyc. Na mapie Geoportalu las ten opisany jest jako Kąty i Dworski Las. Przecina go droga leśna i suchy parów, oddzielające las Kąty od Dworskiego Lasu. Drogą poprowadzono czerwono znakowany Szlak Maryjny. Borsucza Skała znajduje się w pobliżu północnego skraju lasu Kąty, po wschodniej stronie tego szlaku i jest z niego widoczna.
W lesie Kąty, w odległości około 300 m na południe znajduje się jeszcze druga skała wspinaczkowa – Reniferowa, zaś naprzeciwko Borsuczej w Dworskim Lesie, po drugiej stronie drogi i szlaku turystycznego skała Ostry Kamień.

## Drogi wspinaczkowe
Borsucza ma wysokość 12 m i zbudowana jest z twardych, silnie zerodowanych wapieni skalistych. W 2018 roku wspinacze skalni poprowadzili na niej 4 drogi wspinaczkowe o trudności od V do VI.+ w skali Kurtyki. Wspinaczka tradycyjna, na skale nie zamontowano bowiem żadnych punktów asekuracyjnych. Skała wśród wspinaczy jest mało popularna.
1. Blue Box; VI.1, trad.
2. Droga borsuka; V, trad.
3. Przylaszczka; VI-, trad.
4. Niebieskie kwiatki; VI+, trad.